# Icosaedru rombic
În geometrie icosaedrul rombic este un poliedru în formă de sferă aplatizată. Cele 20 de fețe ale sale sunt romburi de aur congruente, care se întâlnesc câte 3, 4, sau 5 la un vârf. Câte 5 fețe (verzi în imagimea din casetă) se întâlnesc în cei doi poli, care vârfuri definesc o axă cu 5 poziții de simetrie, axă perpendiculară pe alte 5 axe cu câte 2 poziții de simetrie care trec prin punctele de mijloc ale câte unei perechi de laturi opuse ecuatoriale (de exemplu în imaginea din casetă mijloacele laturilor din extremele dreapta și stânga). Celelalte 10 fețe ale sale sunt situate pe ecuatorul său, 5 deasupra și 5 sub el. Fiecare dintre aceste 10 romburi are 2 din cele 4 laturi situate pe acest ecuator, care este un decagon atrâmb în zigzag. Icosaedrul rombic are 22 de vârfuri. Are grupul de simetrie D5d, [2+,10], (2*5) de ordinul 20. Prin urmare, deoarece numărul 5 este impar, are centru de simetrie.
Chiar dacă toate fețele sale sunt congruente, icosaedrul rombic nu este tranzitiv pe fețe, deoarece se poate distinge dacă o anumită față este aproape de ecuator sau lângă un pol examinând tipurile de vârfuri care înconjoară această față.

## Zonoedru

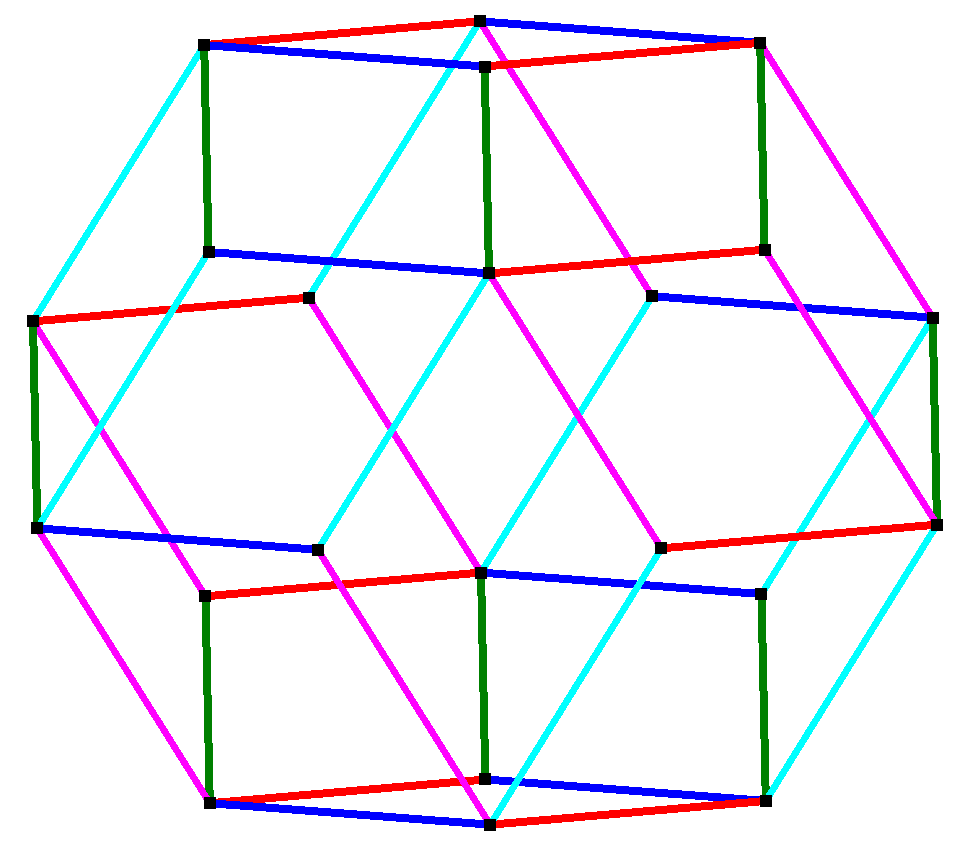
Laturile icosaedrului rombic pot fi grupate în 5 seturi paralele, văzute în această proiecție ortogonală cadru de sârmă

Icosaedrul rombic este un zonoedru, care este dual cu o girobicupolă pentagonală cu fețe triunghiulare regulate, pentagonale regulate, dar patrulatere neregulate.
Icosaedrul rombic are 5 seturi de 8 laturi paralele, descrise ca bandă 85.
Icosaedrul rombic formează anvelopa convexă a primei proiecții tridimensionale cu un vârf în față a unui 5-cub. 22 dintre cele 32 de vârfuri ale unui 5-cub (exterioare) apar în proiecție în cele 22 de vârfuri ale unui icosaedru rombic, restul de 10 vârfuri (interioare) formează o antiprismă pentagonală.
Analog, se poate obține un dodecaedru Bilinski dintr-un 4-cub și un tricontaedru rombic dintr-un 6-cub.

## Poliedre înrudite
Icosaedrul rombic poate fi derivat dintr-un triacontaedru rombic prin îndepărtarea unei centuri de 10 fețe din mijloc (zona fețelor albastre din imaginea din stânga).
În imaginea din dreapta, proiecția ortogonală a centurii formată din cele 10 fețe din mijloc ale triacontaedrului rombic (fețele verticale albastre din imaginea din stânga) este doar decagonul regulat exterior al proiecției ortogonale comune.